# ميل بينيت
ميل بينيت (بالإنجليزية: Mel Bennett)‏ مواليد 4 يناير 1955 في بيتسبرغ، هو لاعب كرة سلة أمريكي معتزل. بدأ مسيرته الاحترافية في سنة 1975. يبلغ طوله 6 قدم 7 بوصة (2.0 م). اعتزل اللعب في 1982.

## المسيرة الاحترافية
لعب مع إنديانا بايسرز من سنة 1976 إلى 1978، ثم لعب مع يوتا جاز في موسم 1980–1981، ثم لعب مع كليفلاند كافالييرز في موسم 1981–1982.

## روابط خارجية
- ميل بينيت على موقع إن بي أي (الإنجليزية)
- ميل بينيت على موقع سبورتس رفرنس (الإنجليزية)
- ميل بينيت على موقع كلية كرة السلة في سبورتس رفرنس.كوم (الإنجليزية)
- ميل بينيت على موقع ريلجم (الإنجليزية)
- ميل بينيت على موقع بروبوليرز (الإنجليزية)